# Cillenus lateralis
Cillenus lateralis är en skalbaggsart som beskrevs av George Samouelle 1819. Cillenus lateralis ingår i släktet Cillenus och familjen jordlöpare. Arten har ej påträffats i Sverige. Inga underarter finns listade i Catalogue of Life.

## Bildgalleri

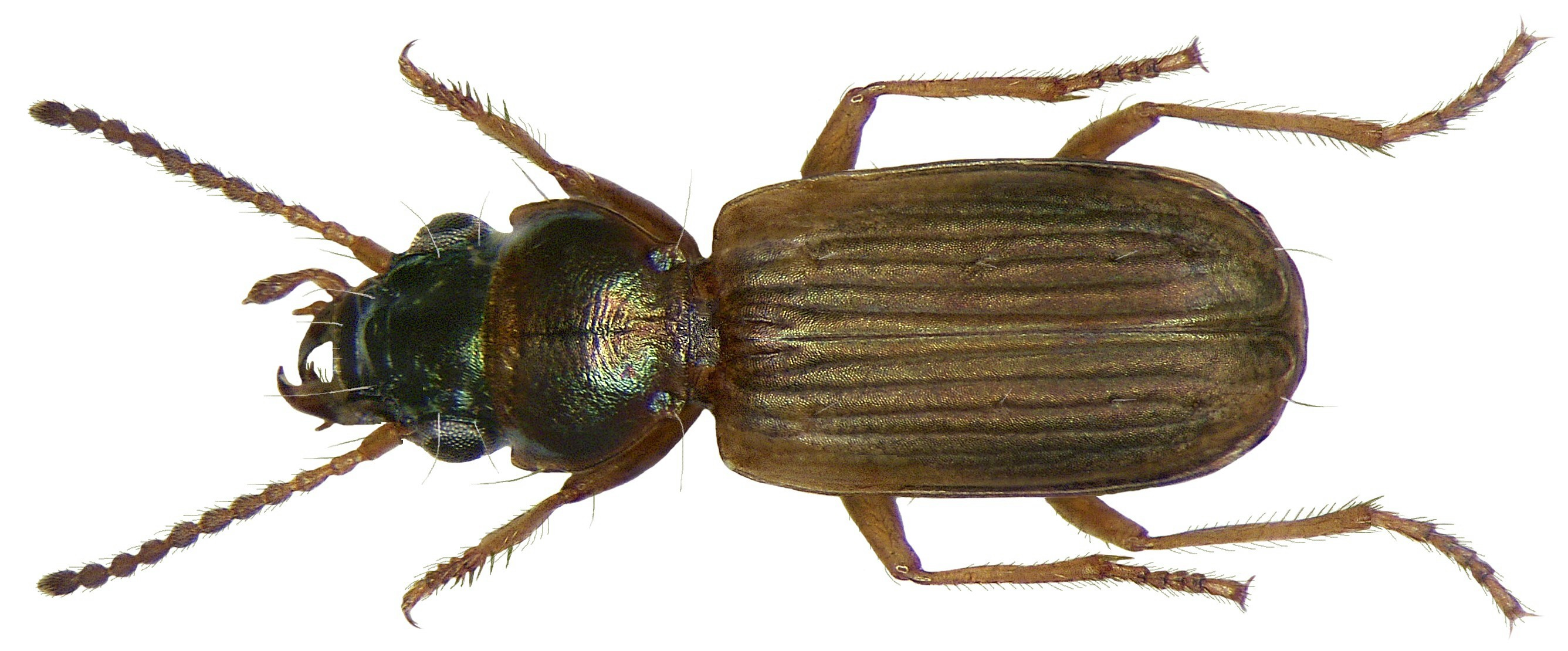
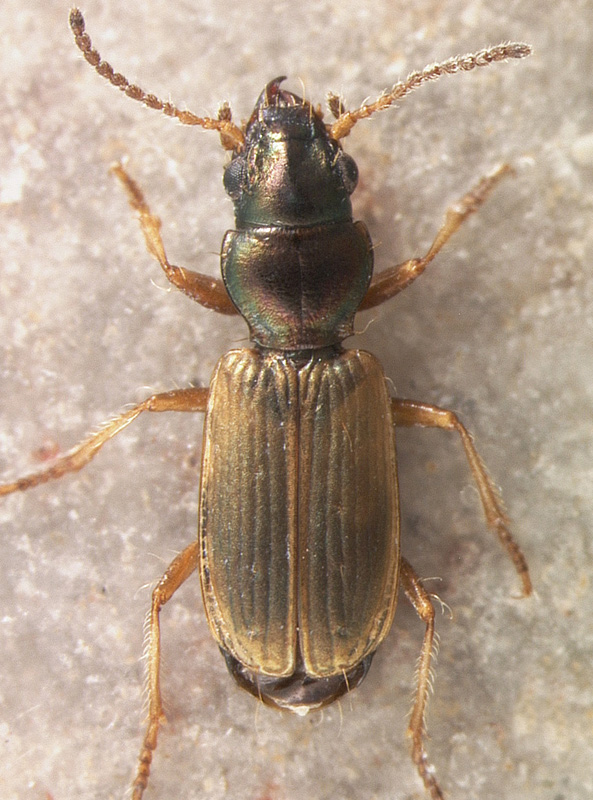